# Gêmeas Trans: Uma Nova Vida
Gêmeas Trans: Uma Nova Vida é um reality show brasileiro de seis episódios, que estreou em 01 de junho de 2023 na Max e Discovery+. Com direção de Rico Perez, a série acompanha a rotina e os conflitos de Sofia Albuckerq e Mayla Phoebe. Em 2021, elas tornaram-se a primeira dupla de gêmeas no mundo a realizar em conjunto a cirurgia de redesignação sexual e, também, as brasileiras mais jovens a passarem pelo procedimento.

## Formato
Gêmeas Trans expõe as experiências de traumas e abuso sexual das protagonistas, por meio de depoimentos. A dinâmica da série se assemelha a outros reality shows conhecidos, como The Kardashians, com humor e conflitos entre as irmãs. As jovens vieram de origem simples, mas sempre tiveram apoio familiar. O reality acompanha o reencontro das irmãs durante as férias e aborda a mudança de país de Mayla, que saiu da cidade natal, em Tapira, no interior de Minas Gerais, com cerca de 4 mil habitantes, para estudar Medicina em Buenos Aires, na Argentina, enquanto sua irmã Sofia estuda engenharia em uma faculdade particular na cidade de Franca, em São Paulo.
A série mostra o reencontro entre elas e, no primeiro episódio, os preparativos para participarem do concurso de beleza realizado na cidade onde cresceram, o que provoca tensão entre os moradores. Gêmeas Trans rambém teve episódios gravados em Blumenau e a participação de outras trans convidadas, amigas das protagonistas, caso da jornalista Sophia Mendonça e da estilista Michelly X.